# Stanko Tomšič
Stanko Tomšič, slovenski odvetnik in politik, * 10. julij 1901, Skopo, † 4. maj 1945, Turjak.

## Življenje in delo
Tomšič je osnovno šolo obiskoval v rojstnem kraju, gimnazijo v Gorici (1913-21) in Celju kjer je 1921 maturiral. Po končani gimnaziji se je vpisal na medicinsko fakulteto v Pragi a se  februarja 1923 vrnil v Ljubljano, kjer je nadaljeval študij medicine, konec 1924 pa prestopil na PF v Ljubljani in 1926 opravil pravnozgodovinski izpit, 1934 pravosodnega in 1935 diplomiral. Delal je na okrožnem sodišču v Ljubljani, 1940 pa postal samostojni odvetnik. 
Tomšič je bil že kot študent med organizatorji levičarske mladine; deloval je v Akademskem agrarnem kljubu Njiva,  Društvu kmetskih fantov in deklet (DKFiD), urejal 1. letnik visokošolske revije Mladina (1924/25) in glasilo DKFiD Gruda (1925-27). Po okupaciji se je vključil v delo OF, bil predsednik odvetniškega matičnega odbora OF ter brezplačno pravno zastopal družine borcev NOB. V začetku 1944 je odšel v ilegalo, bil po izdaji ujet in zaprt v domobranski prisilni delavnici. Tik pred osvoboditvijo so ga s 25 zaporniki prepeljali na Turjak in ustrelili.